# Saint-Alban-les-Eaux
Saint-Alban-les-Eaux är en kommun i departementet Loire i regionen Auvergne-Rhône-Alpes i centrala Frankrike. Kommunen ligger i kantonen Saint-Haon-le-Châtel som tillhör arrondissementet Roanne. År 2022 hade Saint-Alban-les-Eaux 909 invånare.

## Befolkningsutveckling
Antalet invånare i kommunen Saint-Alban-les-Eaux
| Referens: INSEE |